# جيرالد غولدبرغ
جيرالد غولدبرغ (بالإنجليزية: Gerald Goldberg)‏ هو سياسي أيرلندي، ولد في 12 أبريل 1912 في كورك في جمهورية أيرلندا، وتوفي بنفس المكان في 31 ديسمبر 2003. حزبياً، نشط في فيانا فايل. وقد انتخب Lord Mayor of Cork ‏ (1977 – 1978).